# Sharonov (Mondkrater)
Sharonov ist ein Einschlagkrater auf der Mondrückseite. 
Der Krater liegt südöstlich des größeren Kraters Anderson in einem Einschlagsgebiet, das man auch das Freundlich-Sharonov-Becken nennt, der Krater Freundlich liegt weiter nördlich.
Der Kraterrand ist gut erhalten, in der Nähe des Kraterzentrums befindet sich ein Gebirge. Die Entstehungszeit des Kraters wird dem Eratosthenischen Zeitalter zugerechnet, könnte aber auch in die spät-imbrische Periode fallen. Der Krater überdeckt teilweise seinen Nebenkrater X (siehe unten), der ihn in nordwestlicher Richtung mit Anderson verbindet und aus der Nektarischen Periode stammt.
Sharonov hat drei Nebenkrater:
| Buchstabe | Position            | Durchmesser | Link |
| --------- | ------------------- | ----------- | ---- |
| D         | 13,4° N, 175,15° O  | 16 km       |      |
| F         | 12,26° N, 175,92° O | 13 km       |      |
| X         | 13,86° N, 172,47° O | 43 km       |      |

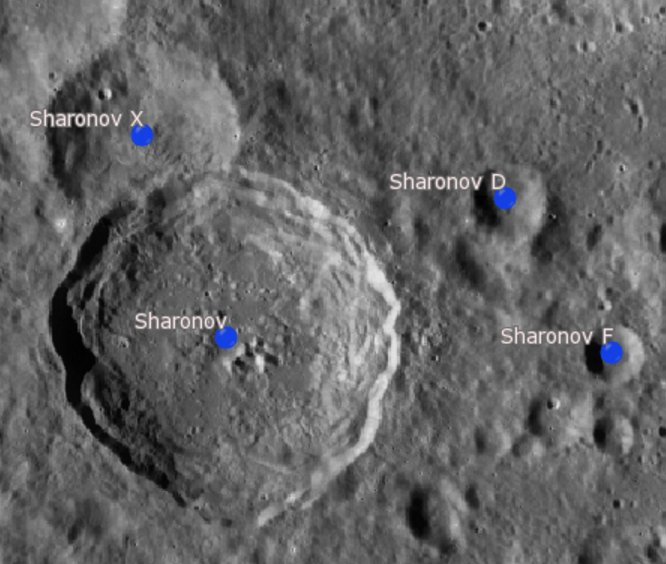
Sharonov mit seinen Nebenkratern

Der Krater wurde 1970 von der IAU offiziell nach dem sowjetischen Astronomen Wsewolod Wassiljewitsch Scharonow benannt.